# NGC 55

NGC 55

NGC 55 هي مجرة حلزونية ماجلانية ضلعية تقع على بعد حوالي 7 ملايين سنة ضوئية بعيدا في كوكبة معمل النحات، جنبا إلى جنب مع جارتها NGC 300، وهي واحد من أقرب المجرات إلى المجموعة المحلية، وربما تقع في الوسط بين درب التبانة ومعمل النحات المجري.

## المجرات القريبة
تم تحديد كل من المجرة الحلزونية NGC 55 وNGC 300 كأعضاء في مجموعة معمل النحات المجري، كما تم تحديدهما على أنهما قريبان من التجمع المجري في كوكبة من نفس الاسم. بيد أن القياسات الأخيرة للمسافات تشير إلى أن اثنين من المجرات في الواقع تكمن في المقدمة.
لذلك فمن المرجح أن NGC 55 وNGC 300 باتا على شكل متجهة زوجية بسبب الجاذبية.

## المظهر المرئي
تم وصف NGC 55 في دليل مراقب أعماق السماء على الشكل التالي:
«هو قريب من الحافة، كما يظهر غير متكافئ مع بعض علامات الغبار، وهو منتشر على نطاق واسع إلى حد ما كما أنه ممدود مع حافة حادة في الجنوب».
بيرنهام يسميه «أحد أبرز المجرات من جنوب السماء»، حيث أنه إلى حد ما يشبه نسخة مصغرة من سحابة ماجلان الكبرى.

## وصلات خارجية
- NGC 55 في النحات
- SEDS: المجرة الحلزونية NGC 55
- NGC 55 على موقع ويكي سكاي: DSS2, SDSS, GALEX, IRAS, Hydrogen α, X-Ray, Astrophoto, Sky Map, Articles and images

الإحداثيات:  00h 14m 53.6s, −39° 11′ 48″